# Catarhoe rubidata
Catarhoe rubidata (tên tiếng Anh: Ruddy Carpet) là một loài bướm đêm thuộc họ Geometridae. Nó được tìm thấy ở Tây Âu và bán đảo Iberia và trung Tây Á.
Sải cánh dài 26–31 mm. Con trưởng thành bay từ tháng 5 đến tháng 8 làm hai đợt.
Ấu trùng ăn các loài Galium. Ấu trùng có thể được tìm thấy ở tháng 7 và tháng 8. Loài này qua đông dưới dạng nhộng.

## Phụ loài
- Catarhoe rubidata rubidata
- Catarhoe rubidata fumata (Eversmann 1844)

## Hình ảnh

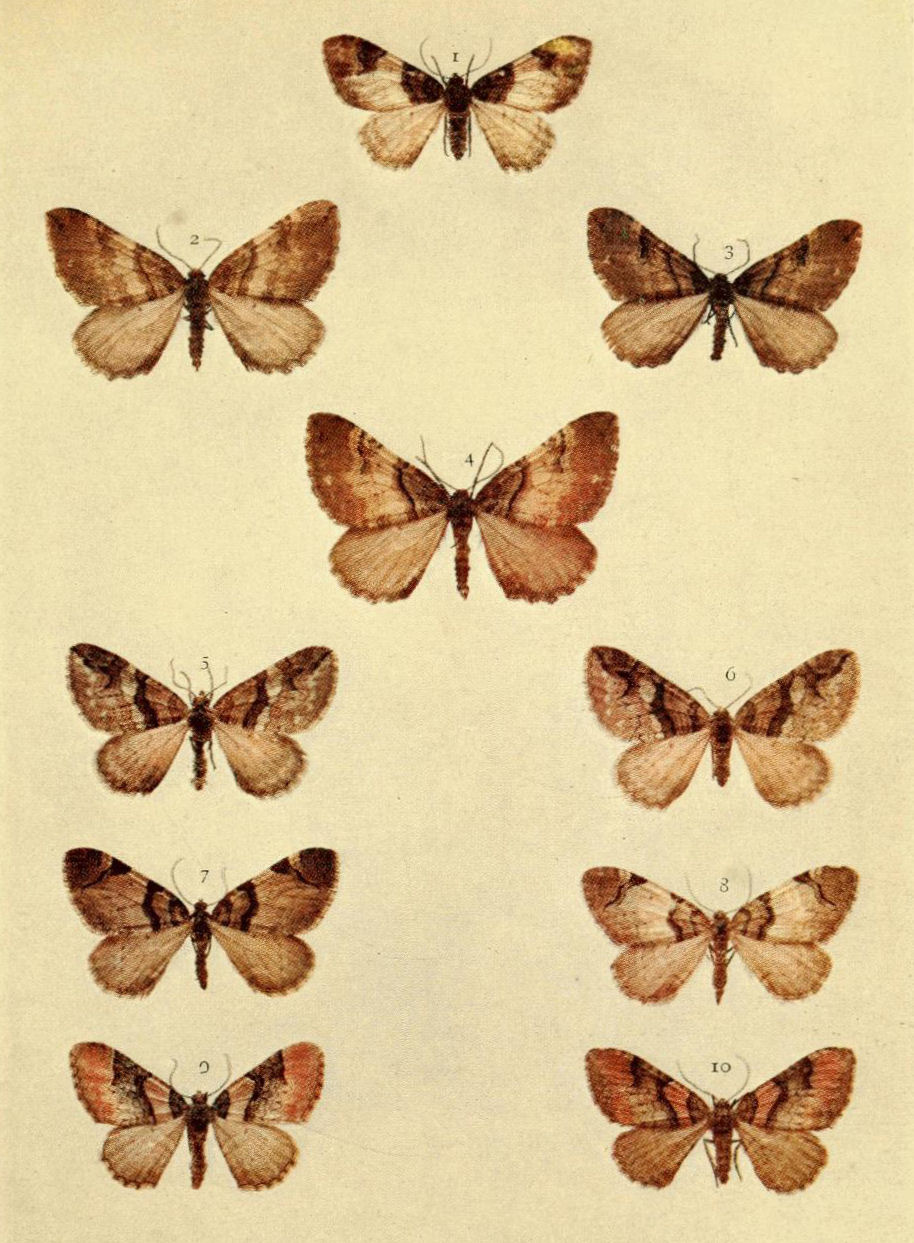